# 马克斯·路德维希
马克斯·路德维希（德語：Max Ludwig，1896年4月22日—1957年9月26日），德国男子雪车运动员。他曾代表德国参加1932年冬季奥林匹克运动会雪车比赛，联同汉斯·基利安、汉斯·梅尔霍恩和塞巴斯蒂安·胡贝尔获得男子四人铜牌。